# سیگما زن برزنجیر
سیگما زن برزنجیر یک ستاره است که در صورت فلکی آندرومدا قرار دارد.